# 帕拉峰

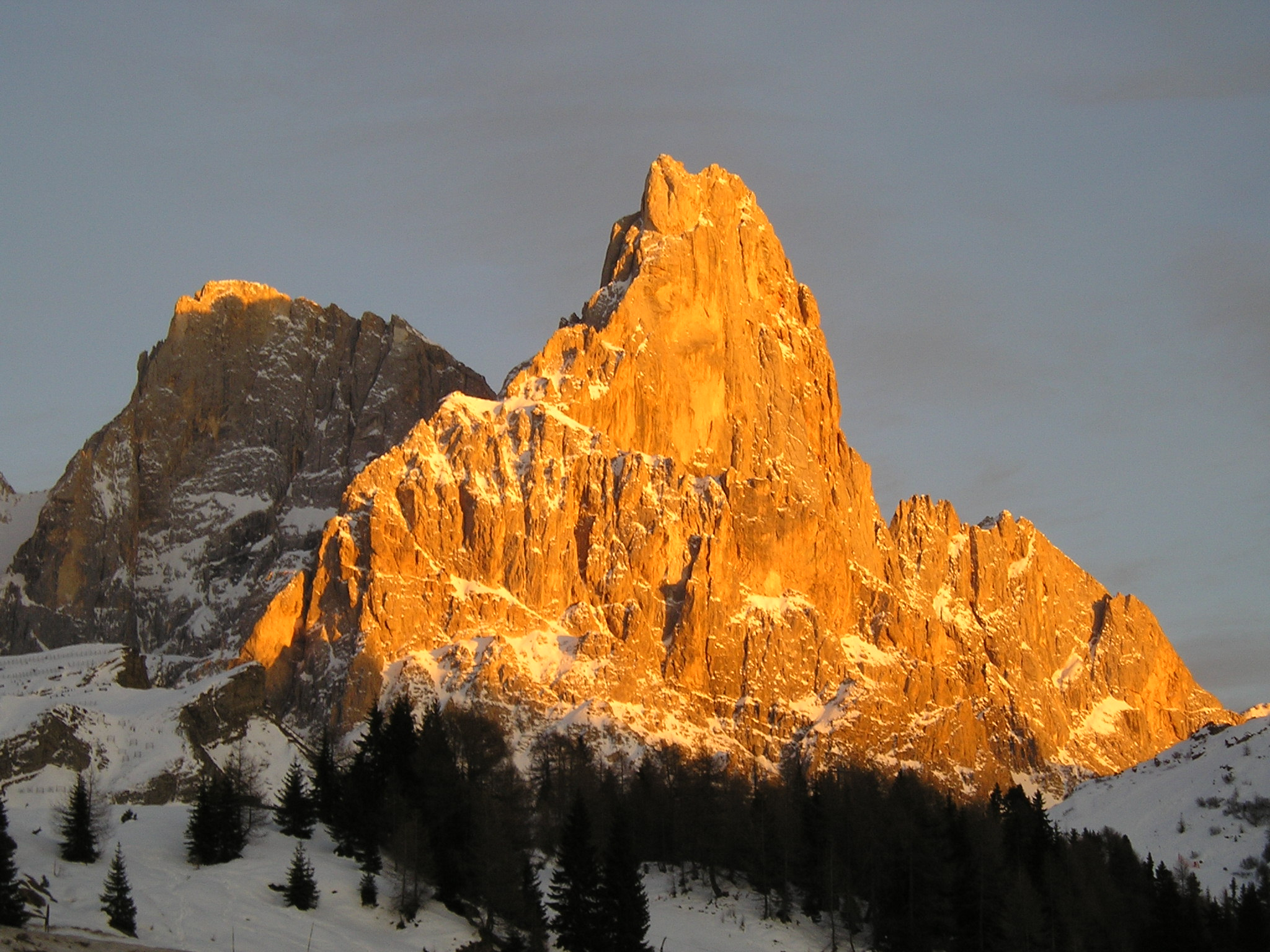

46°17′6″N 11°49′26″E / 46.28500°N 11.82389°E
帕拉峰（義大利語：Cimon della Pala），是意大利的山峰，位於該國東北部，由特倫托自治省負責管轄，屬於帕拉山脈的一部分，距離韋扎納峰0.8公里，海拔高度3,184米。